# Пригода, Александр Сергеевич
Александр Сергеевич Пригода (род.  1964) — советский, российский пловец. Заслуженный мастер спорта СССР (1984).

## Биография
Родился 1 апреля 1964 года в Ростове-на-Дону, где и начал заниматься плаванием. Его младший брат — Геннадий Пригода — заслуженный мастер спорта СССР (плавание), призёр Олимпийских игр и чемпионатов мира. Братья тренировались у заслуженного тренера СССР А. М. Денисова. В дальнейшем в связи с призывом на военную службу переехал в Куйбышев, где тренировался в армейском спортклубе у заслуженного тренера СССР В. Н. Филатова.
Специализировался в плавании баттерфляем.
Рекордсмен Советского Союза и неоднократный чемпион СССР.
Дважды победил на чемпионате СССР 1984 года на дистанциях 100 и 200 м баттерфляем.  Кроме того, в 1984 году был серебряным и бронзовым призёром чемпионата страны в эстафетах.
На международных соревнованиях «Дружба-84» (Москва) завоевал на дистанциях баттерфляем две медали: золотую (200 м) и серебряную (100 м). Также плыл в предварительном заплыве комбинированной эстафеты (сборная СССР выиграла финальный заплыв, где этап баттерфляем плыл А. Марковский).
В 1985 году выиграл звание чемпиона СССР на 200 м баттерфляем и бронзовую медаль на 100 м. В 1986 году стал вице-чемпионом СССР на 200 м баттерфляем.
Рекордсмен СССР на дистанции 200 м баттерфляем.
Участник чемпионата Европы по водным видам спорта 1985 года, где занял 12-е место на 100 м и 9-е на 200 м баттерфляем.
Активно и успешно выступал в ветеранских соревнованиях.